# Wybory prezydenckie w Uzbekistanie w 2016 roku
Wybory prezydenckie w Uzbekistanie odbyły się 4 grudnia 2016. Były to wybory przedterminowe, spowodowane śmiercią urzędującego prezydenta Isloma Karimova.

## System wyborczy
Zgodnie z uzbecką Konstytucją wybory muszą się odbyć w ciągu trzech miesięcy od opróżnienia urzędu prezydenta. 9 września komisja wyborcza wyznaczyła termin wyborów na 4 grudnia.
Prezydent wybierany jest na 5-letnią kadencję bezwzględną większością głosów. W przypadku, gdy żaden z kandydatów nie uzyska bezwzględnej większości w pierwszej turze, przeprowadza się drugą turę głosowania

## Wyniki
W wyborach zwyciężył Shavkat Mirziyoyev, zdobywając 88,61% (15 906 724) głosów.